# 加賀國
加賀國（日语：〔〕／ Kaganokuni */?），日本古代的令制國之一，屬北陸道，又稱加州。加賀國的領域大約為現在的石川縣南部。

## 郡
- 江沼郡
- 能美郡
- 加賀郡→河北郡
- 石川郡

## 相關項目
- 日本令制國列表